# Carolina Darias
Carolina Darias San Sebastián (Las Palmas de Gran Canaria, 25 novembre 1965) è una politica spagnola, ministro della salute del Regno di Spagna dal 27 gennaio 2021 al 28 marzo 2023.
Dal 13 gennaio 2020 al 27 gennaio 2021 è stata ministro delle politiche territoriali e della funzione pubblica nello stesso governo Sánchez II. In precedenza è stata alto funzionario della comunità autonoma delle Isole Canarie e, da luglio 2019, ministro regionale dell'economia, Conoscenza e occupazione. Ha anche ricoperto il ruolo di Presidente del Parlamento delle Isole Canarie da giugno 2015 a giugno 2019.

## Biografia
Nata a Las Palmas il 25 novembre 1965, la San Sebastián ha conseguito la laurea in giurisprudenza presso l'Università di La Laguna.
Iscritta al Partito Socialista Operaio Spagnolo, è stato membro del consiglio comunale di Las Palmas dal 1999 al 2004. Ha servito come sub-delegato del governo (2004-2007) ed è stata eletta al Parlamento delle Isole Canarie nel 2007. Tuttavia, lasciò l'incarico l'anno successivo dopo la sua nomina a direttore del Territorio, dell'urbanistica e degli alloggi nel consiglio comunale di Las Palmas.
Nell'ottobre 2014, la San Sebastián ha concorso alla primarie del PSOE per la carica di presidente delle Isole Canarie, ma ha perso contro Patricia Hernández Gutiérrez. Dopo l'annuncio dei risultati delle elezioni regionali delle Canarie nel 2015, il PSOE ha accettato di formare una coalizione con Coalizione Canaria ed è stata eletta Presidente del Parlamento delle Isole Canarie anche se il PSOE aveva ottenuto un numero inferiore di seggi rispetto a CC. È stata la prima donna a ricoprire la posizione.
Il 13 gennaio 2020 diventa ministro delle politiche territoriali e della pubblica amministrazione del secondo governo spagnolo guidato da Pedro Sánchez; un anno dopo diventa nuovo ministro della salute in sostituzione di Salvador Illa, dimessosi dall'incarico per concentrarsi nella campagna elettorale in vista delle elezioni regionali catalane.
Il 28 marzo 2023, si dimette per concentrarsi sulle elezioni del sindaco di Las Palmas de Gran Canaria.